# Ксаверув (Паєнчанський повіт)
Ксаверув (пол. Ksawerów) — село в Польщі, у гміні Сульмежиці Паєнчанського повіту Лодзинського воєводства.
У 1975-1998 роках село належало до Пйотрковського воєводства.